# Cuebas
Cuebas es un barrio ubicado en el municipio de Peñuelas en el estado libre asociado de Puerto Rico. En el Censo de 2010 tenía una población de 449 habitantes y una densidad poblacional de 183,26 personas por km².

## Geografía
Cuebas se encuentra ubicado en las coordenadas 18°2′46″N 66°43′00″O / 18.04611, -66.71667. Según la Oficina del Censo de los Estados Unidos, Cuebas tiene una superficie total de 2.45 km², de la cual 2.45 km² corresponden a tierra firme y (0.11%) 0 km² es agua.

## Demografía
Según el censo de 2010, había 449 personas residiendo en Cuebas. La densidad de población era de 183,26 hab./km². De los 449 habitantes, Cuebas estaba compuesto por el 84.63% blancos, el 9.8% eran afroamericanos, el 1.56% eran amerindios, el 2.45% eran de otras razas y el 1.56% pertenecían a dos o más razas. Del total de la población el 99.78% eran hispanos o latinos de cualquier raza.